# Landesanwalt
Der Landesanwalt im Bundesland Hessen nimmt zusammen mit seinem Stellvertreter die Aufgabe des „öffentlichen Klägers“ beim Hessischen Staatsgerichtshof wahr. Es handelt sich also um einen „Verfassungsanwalt“ und nicht um einen Staatsanwalt, der im Strafverfahren tätig wird. Der Hessische Landesanwalt ist eine besondere Behörde als Teil des verfassungsgerichtlichen Verfahrens.  
Art. 130 Abs. 1 Satz 2 der Verfassung des Landes Hessen regelt über den Staatsgerichtshof: „Bei ihm wird ein öffentlicher Kläger bestellt.“ Die Einzelheiten sind im Gesetz über den Staatsgerichtshof (StGHG) geregelt, insbesondere in dessen § 10 StGHG. Demnach müssen der Landesanwalt und sein Stellvertreter die Befähigung zum Richteramt haben; sie werden vom hessischen Landtag für die Dauer seiner Wahlperiode gewählt. Wiederwahl ist zulässig. Derzeitige Amtsinhaberin ist Universitätsprofessorin Monika Böhm (Philipps-Universität Marburg).
Die Landesanwaltschaft ist grundsätzlich nicht an Weisungen gebunden. Nach § 21 StGHG kann sich die Landesanwaltschaft an jedem Verfahren vor dem Staatsgerichtshof beteiligen und eigene Anträge stellen. Damit wacht der Landesanwalt über die Einhaltung der hessischen Landesverfassung. Beispielsweise vertritt er den Antrag auf Aberkennung von Rechten aus der Verfassung des Landes Hessen (§ 36 StGHG). Hält der Landesanwalt ein vom Landtag beschlossenes Gesetz für verfassungswidrig, kann er unmittelbar nach der Verabschiedung dagegen vorgehen. Zu einer solchen Normenkontrollklage sind außerdem die Landesregierung, der Ministerpräsident und der Landtag mit mindestens einem Zehntel seiner Abgeordneten berechtigt. 

## Weblink
- Website des Hessischen Staatsgerichtshofs